# Lukas Ionesco
Lukas Ionesco, né le 28 janvier 1995, est un comédien et un auteur-compositeur-interprète français.

## Biographie
Lukas Ionesco est le fils de la comédienne et réalisatrice Eva Ionesco et de Wouter Zoon, chef décorateur d'origine néerlandaise. Il est le petit-fils de la photographe Irina Ionesco.
Lukas Ionesco décroche son premier rôle au cinéma dans la première réalisation de sa mère, My Little Princess. Il poursuit devant la caméra dd avec un court métrage qu'elle réalise pour Canal +, Rosa Mystica, puis dans son second long métrage, Une jeunesse dorée, au cœur des années Palace aux côtés d'Isabelle Huppert et Melvil Poupaud.
Il joue dans The Smell of Us de Larry Clark en 2015, il y donne la réplique à Diane Rouxel mais quitte le tournage avant la fin à la suite de désaccords avec le réalisateur.
Il monte le groupe « Diaperpin » et compose alors douze morceaux qu’il vend « sous le manteau » sous forme de K7 home-made.
Il joue dans quelques courts métrages aux côtés de Jean-Pierre Léaud puis de Marisa Berenson. Il est dans le long métrage, Jessica Forever de Caroline Poggi et Jonathan Vinel.
En 2020, après son premier EP, Paris Texas, enregistré à New York, il sort son premier album en autoproduction Magic Stone, avec sa compagne de l'époque Clara Benador,.
Il a effectué plusieurs concerts à Paris dans des salles comme La Boule Noire, Les Bains Douches, Le Silencio. Il fait aussi des DJ Sets et notamment pour des marques telles que Chanel, Valentino, Cartier ou Marc Jacobs.

### Vie privée
Sa relation avec Clara Benador est mise à mal puis achevée au bénéfice d'une liaison entre l'autrice et comédienne et Simon Liberati, beau-père de Lukas. Ces faits sont relatés dans Performance, roman de Simon Liberati, ainsi que dans La bague au doigt d'Eva Ionesco,.

## Filmographie

### Cinéma
- 2011 : My Little Princess d'Eva Ionesco : Le garçon dans l'escalier
- 2014 : The Smell of Us de Larry Clark : Math
- 2016 : Aux battements du parloir de Pascal Marc (court métrage) : Lucas, 3e, 4e et dernier battement
- 2018 : Jessica Forever de Caroline Poggi et Jonathan Vinel : Julien
- 2019 : Une jeunesse dorée d'Eva Ionesco : Michel
- 2023 : La Bête de Bertrand Bonello : Anton

### Télévision

#### Séries télévisées
- 2014 : La collection : Ecrire pour... la trentaine vue par des écrivains (mini-série), épisode Rosa Mystica d'Eva Ionesco (court métrage) : Yaya
- 2019 : Il était une seconde fois, mini-série de Guillaume Nicloux (saison 1, épisodes 1 et 3) : Clément
- 2024 : Les Petits Meurtres d'Agatha Christie, saison 3, épisode 9 Mortel karma réalisé par Christophe Douchand : Benji

### Clips
- 2015 : Tearing Me Up de Bob Moses
- 2017 : Don't Be So Shy d'Imany, réalisé par Matt Larson : lui-même